# Itapé
Itapé este un oraș în statul Bahia (BA) din Brazilia.